# Serie de colección 15 grandes con el número 1
Serie de colección 15 grandes con el número 1 es un álbum del cantante mexicano Vicente Fernández publicado en 1983 bajo el sello discográfico de CBS. En este disco incluyen nuevas versiones de temas clásicos de artistas románticos como Emmanuel, Raphael, Camilo Sesto, José Luis Perales, José José, Rocío Dúrcal y Juan Gabriel. Es parte de la lista de los 100 discos que debes tener antes del fin del mundo, publicada en 2012 por Sony Music.

## Lista de canciones
| N.º   | Título                          | Escritor(es)                     | Intréprete original                   | Duración |  |
| 1.    | «Me basta»                      | Rafael Pérez Botija              | José José                             | 3:30     |  |
| 2.    | «Y como es el»                  | José Luis Perales                | José Luis Perales                     | 3:17     |  |
| 3.    | «Todo se derrumbó dentro de mí» | Manuel Alejandro · Ana Magdalena | Emmanuel                              | 4:52     |  |
| 4.    | «A mi manera»                   | Paul Anka · J. Revaux · C. Franc | Paul Anka · Claude François · Raphael | 3:36     |  |
| 5.    | «Preso»                         | Rafael Pérez Botija              | José José                             | 3:41     |  |
| 6.    | «Quiero dormir cansado»         | Manuel Alejandro                 | Emmanuel                              | 3:39     |  |
| 7.    | «Jamás»                         | Camilo Blanes                    | Camilo Sesto                          | 3:00     |  |
| 8.    | «Lo que un día fue no será»     | José María Napoleón              | José José                             | 4:06     |  |
| 9.    | «Ya lo sé que tú te vas»        | Juan Gabriel                     | Juan Gabriel                          | 4:11     |  |
| 10.   | «Tarde»                         | Juan Gabriel                     | Rocío Dúrcal                          | 3:16     |  |
| 11.   | «Amar y querer»                 | Manuel Alejandro                 | José José                             | 3:55     |  |
| 12.   | «Que tal te va sin mi»          | Manuel Alejandro · Ana Magdalena | Raphael                               | 4:35     |  |
| 13.   | «Tiempo y destiempo»            | Renato Leduc · Rubén Fuentes     | Marco Antonio Muñiz & José José       | 3:06     |  |
| 14.   | «Al final»                      | Roberto Cantoral                 | Emmanuel                              | 3:10     |  |
| 15.   | «El amor de mi vida»            | Camilo Blanes                    | Camilo Sesto                          | 5:10     |  |
| 57:08 |                                 |                                  |                                       |          |  |

- Datos: Q21007192